# Medalistki mistrzostw Polski seniorów w pięcioboju
Medalistki mistrzostw Polski seniorów w pięcioboju – zdobywczynie medali seniorskich mistrzostw Polski w konkurencji pięcioboju.
Pięciobój lekkoatletyczny kobiet został rozegrany na mistrzostwach kraju po raz pierwszy na  mistrzostwach w 1926 r., które odbyły się w Łodzi. Składał się z następujących konkurencji: skok w dal, rzut oszczepem, bieg na 60 metrów, rzut dyskiem i bieg na 200 metrów. Zwyciężyła Halina Konopacka z AZS Warszawa przed swą koleżanką klubową Heleną Woynarowską i Wierą Czajkowską z Sokoła-Grażyny Warszawa. Całość konkurencji została jednak unieważniona ze względów regulaminowych.
Na mistrzostwach w 1927 w Łodzi pięciobój składał się ze skoku w dal, rzutu oszczepem, biegu na 100 metrów, rzutu dyskiem i biegu na 500 metrów. Pierwszą w historii mistrzynią Polski została zawodniczka Grażyny Warszawa Janina Grabicka, która uzyskała wynik 2840,17 punktów.
Później zmieniał się zestaw konkurencji wchodzących w skład pięcioboju lekkoatletycznego. W latach 1928–1933 były to: skok w dal, rzut oszczepem, bieg na 60 metrów, rzut dyskiem i bieg na 200 metrów; od 1934 do 1938 i od 1946 do 1950 były to: bieg na 100 metrów, skok w dal, pchnięcie kulą, skok wzwyż i rzut oszczepem. Od 1951 do 1968 w skład pięcioboju wchodziły: bieg na 80 metrów przez płotki, pchnięcie kulą, skok wzwyż, skok w dal i bieg na 200 metrów. Od 1969 do 1976 zamiast biegu na 80 metrów przez płotki był rozgrywany bieg na 100 metrów przez płotki. W latach 1977–1979 pięciobój składał się z biegu na 100 metrów przez płotki, pchnięcia kulą, skoku wzwyż, skoku w dal i biegu na 800 metrów.
W 1979 w Poznaniu po raz ostatni rozegrano mistrzostwa Polski na otwartym stadionie w pięcioboju lekkoatletycznym. W tym samym roku z Zabrzu po raz pierwszy odbyły się mistrzostwa w siedmioboju lekkoatletycznym, który od tej pory jest w programie mistrzostw Polski.
Najwięcej medali mistrzostw Polski (po sześć) zdobyły Genowefa Minicka i Barbara Sosgórnik, a najwięcej złotych medali (cztery) Stanisława Walasiewicz.
Mistrzostwa w pięcioboju rozgrywano w innych miejscach i terminach niż zasadnicze mistrzostwa Polski w latach 1926–1938, 1946–1953, 1963, 1964, 1973, 1975, 1976 i 1978, a w latach 1939, 1945, 1947 i 1959 nie rozegrano ich w ogóle.

## Medalistki
| NR – rekord kraju \| PB – rekord życiowy \| SB – najlepszy wynik w sezonie \| NL – najlepszy wynik w polskich tabelach w sezonie |

| Mistrzostwa         | 1. miejsce                               | Rezultat | 2. miejsce                               | Rezultat | 3. miejsce                               | Rezultat |
| 1923-1925           | nie rozgrywano                           |          |                                          |          |                                          |          |
| Łódź 1926           | wyniki uniewazniono                      |          |                                          |          |                                          |          |
| Łódź 1927           | Janina Grabicka Grażyna Warszawa         | 2840,17  | Rolka Raff Grażyna Warszawa              | 2723,05  | Alina Hulanicka Grażyna Warszawa         | 2663,67  |
| Bydgoszcz 1928      | Halina Konopacka AZS Warszawa            | 4066,07  | Alina Hulanicka Grażyna Warszawa         | 3199,62  | Janina Grabicka Grażyna Warszawa         | 3183,40  |
| Wilno 1929          | Halina Konopacka AZS Warszawa            | 3691,20  | Alina Hulanicka Grażyna Warszawa         | 3221,79  | Marta Lubecka Grażyna Warszawa           | 3149,30  |
| Królewska Huta 1930 | Halina Konopacka AZS Warszawa            | 3989,99  | Alina Hulanicka Grażyna Warszawa         | 3497,97  | Janina Grabicka Grażyna Warszawa         | 3184,07  |
| Białystok 1931      | Alina Hulanicka Grażyna Warszawa         | 3401,75  | Helena Woynarowska AZS Warszawa          | 2916,18  | Marta Lubecka Grażyna Warszawa           | 2909,68  |
| Poznań 1932         | Jadwiga Janowska Krusche-Ender Pabianice | 3559,71  | Aniela Sikora Stadion Królewska Huta     | 3449,18  | Otylia Kałuża Stadion Królewska Huta     | 3189,63  |
| Lwów 1933           | Stanisława Walasiewicz Grażyna Warszawa  | 4193,74  | Aniela Sikora Stadion Królewska Huta     | 3385,21  | Jadwiga Batiuk AZS Lwów                  | 3351,17  |
| Warszawa 1934       | Maria Kwaśniewska ŁKS Łódź               | 252      | Aniela Sikora Stadion Chorzów            | 194      | Janina Wencel Skra Warszawa              | 190      |
| Łódź 1935           | Maria Kwaśniewska ŁKS Łódź               | 283      | Aniela Sikora Stadion Chorzów            | 172      | Otylia Kałuża Stadion Chorzów            | 158      |
| Sosnowiec 1936      | Maria Kwaśniewska ŁKS Łódź               | 257      | Jadwiga Batiuk Strzelec Lwów             | 185      | Hildegarda Kamieniecka Sokół Katowice    | 152      |
| Lublin 1937         | Stanisława Walasiewicz Warszawianka      | 353      | Maria Kwaśniewska ŁKS Łódź               | 267      | Aldona Czarnocka AZS Wilno               | 228      |
| Łódź 1938           | Stanisława Walasiewicz Warszawianka      | 341      | Wanda Flakowicz Warszawianka             | 256      | Henryka Słomczewska IKP Łódź             | 205      |
| 1939–1945           | nie rozgrywano                           |          |                                          |          |                                          |          |
| Łódź 1946           | Stanisława Walasiewicz Legia Warszawa    | 237      | Mieczysława Moder ŁKS Łódź               | 199      | Janina Peska ŁKS Łódź                    | 173      |
| 1947                | nie rozgrywano                           |          |                                          |          |                                          |          |
| Wrocław 1948        | Genowefa Cieślik Odzieżowiec Poznań      | 2515     | Danuta Ronczewska Czarni Wrocław         | 2449,5   | Jadwiga Brześniowska ZZK Poznań          | 2439     |
| Lublin 1949         | Magdalena Breguła Stal Katowice          | 209,75   | Genowefa Cieślik Włókniarz-Lechia Poznań | 179,50   | Michalina Piwowar Stal Katowice          | 127,75   |
| Lublin 1950         | Genowefa Minicka Budowlani Szczecin      | 203      | Irena Kuźmicka Budowlani Chorzów         | 182      | Janina Peska Włókniarz Łódź              | 175      |
| Elbląg 1951         | Zofia Leszner AZS Poznań                 | 2551     | Mieczysława Moder Budowlani Gdańsk       | 2482     | Genowefa Minicka Budowlani Szczecin      | 2352     |
| Poznań 1952         | Genowefa Minicka Budowlani Poznań        | 2995 NR  | Barbara Gaweł Stal Bielsko               | 2504     | Alicja Miguła Spójnia Gdańsk             | 2310     |
| Kraków 1953         | Elżbieta Duńska Spójnia Gdańsk           | 3089 NR  | Genowefa Minicka Budowlani Poznań        | 2906     | Maria Arndt Spójnia Warszawa             | 2804     |
| Warszawa 1954       | Maria Ilwicka Kolejarz Piotrowice        | 3434 NR  | Maria Arndt Spójnia Warszawa             | 3150     | Barbara Gaweł Stal Poznań                | 3102     |
| Łódź 1955           | Maria Kusion AZS Kraków                  | 3880     | Barbara Gaweł Stal Poznań                | 3230     | Krystyna Aleksanderek Stal Radom         | 2505     |
| Zabrze 1956         | Barbara Gaweł Stal Poznań                | 4204     | Ewa Weselska Górnik Zabrze               | 3711     | Krystyna Aleksanderek Stal Radom         | 3459     |
| Poznań 1957         | Barbara Gaweł Warta Poznań               | 3050     | Teresa Szponar Czarni Wrocław            | 2797     | Halina Elertowicz LZS Mazowsze           | 2726     |
| Bydgoszcz 1958      | Teresa Szponar Czarni Wrocław            | 3299     | Ewa Weselska Górnik Zabrze               | 2966     | Łucja Noworyta Olsza Kraków              | 2929     |
| 1959                | nie rozgrywano                           |          |                                          |          |                                          |          |
| Olsztyn 1960        | Barbara Sosgórnik Warta Poznań           | 4353     | Halina Krzyżańska LZS Mazowsze           | 4020     | Irena Szymczak AKS Chorzów               | 3742     |
| Nowa Huta 1961      | Maria Bibro Cracovia                     | 4333     | Irena Szczupak AZS Kraków                | 3955     | Halina Krzyżańska LZS Mazowsze           | 3899     |
| Warszawa 1962       | Elżbieta Krzesińska Spójnia Gdańsk       | 4412     | Irena Szczupak AZS Kraków                | 3940     | Maria Sawicka Społem Łódź                | 3529     |
| Łódź 1963           | Apolonia Winiarska Granat Skarżysko      | 3560     | Janina Kwiatkowska ŁKS Łódź              | 3312     | Stanisława Stępniewska LZS Łysica Kielce | 3264     |
| Łódź 1964           | Halina Krzyżańska Lech Otrębusy          | 4167     | Anna Dzięciołowska Start Łódź            | 3824     | Grażyna Abramowicz Legia warszawa        | 3791     |
| Szczecin 1965       | Łucja Noworyta Gwardia Warszawa          | 4140     | Barbara Owczarek-Sowa AZS Kraków         | 4004     | Helena Boćkowska AZS Rokitnica           | 3892     |
| Poznań 1966         | Mirosława Sałacińska Budowlani Kielce    | 4332     | Łucja Noworyta Gwardia Warszawa          | 4325     | Krystyna Bindek Górnik Zabrze            | 4129     |
| Chorzów 1967        | Bożena Woźniak Skra Warszawa             | 4412     | Halina Krzyżańska LZS Mazowsze           | 4278     | Małgorzata Stepczyńska AZS Poznań        | 4263     |
| Zielona Góra 1968   | Bożena Kania AZS Poznań                  | 4322     | Irena Filusz Piast Gliwice               | 4143     | Halina Pacholczak Polonia Warszawa       | 4125     |
| Kraków 1969         | Lucyna Koczwara Iskra Pszczyna           | 4253     | Irena Filusz Piast Gliwice               | 4169     | Maria Sawicka ŁKS Łódź                   | 4161     |
| Warszawa 1970       | Ryszarda Rurka Skra Warszawa             | 4760 NR  | Krystyna Lisiecka Górnik Zabrze          | 4551     | Małgorzata Sochacka Skra Warszawa        | 4490     |
| Warszawa 1971       | Barbara Waśniewska Orzeł Warszawa        | 4620     | Grażyna Rabsztyn Burza Wrocław           | 4532     | Krystyna Lisiecka Górnik Zabrze          | 4506     |
| Warszawa 1972       | Małgorzata Majchrzak Olimpia Poznań      | 4099     | Barbara Waśniewska Orzeł Warszawa        | 4095     | Jolanta Szadkowska Skra Warszawa         | 3962     |
| Warszawa 1973       | Małgorzata Majchrzak Olimpia Poznań      | 4138     | Ryszarda Rurka Skra Warszawa             | 4074     | Danuta Marszałowicz Lechia Gdańsk        | 3946     |
| Warszawa 1974       | Barbara Jaźwicka Olimpia Poznań          | 4068     | Jolanta Szuba Śląsk Wrocław              | 4052     | Miria Turek Bałtyk Gdynia                | 3896     |
| Bydgoszcz 1975      | Jolanta Szuba Śląsk Wrocław              | 4047     | Dorota Lubowicka Śląsk Wrocław           | 4006     | Barbara Jaźwicka Olimpia Poznań          | 3896     |
| Spała 1976          | Grażyna Niestój Spójnia Warszawa         | 4047     | Danuta Błaszczyk Budowlani Wrocław       | 3961     | Anna Bubała Górnik Zabrze                | 3953     |
| Bydgoszcz 1977      | Grażyna Niestój Spójnia Warszawa         | 4235 NR  | Danuta Cały Zagłębie Lubin               | 4127     | Jolanta Szuba AZS Katowice               | 4040     |
| Spała 1978          | Danuta Cały Zagłębie Lubin               | 4209     | Bogusława Potalej Bałtyk Gdynia          | 4082     | Grażyna Niestój Gwardia Warszawa         | 4081     |
| Poznań 1979         | Danuta Cały Zagłębie Lubin               | 4265     | Anna Włodarczyk AZS Warszawa             | 4080     | Grażyna Niestój Gwardia Warszawa         | 4046     |

## Klasyfikacja medalowa
W historii mistrzostw Polski seniorów na podium tej imprezy stanęło w sumie 70 wieloboistek. Najwięcej medali – 6 – wywalczyły Genowefa Minicka i Barbara Sosgórnik, a najwięcej złotych (4) – Stanisława Walasiewicz.
| Lp. | Zawodniczka            | Złoto | Srebro | Brąz | Razem |
| 1.  | Stanisława Walasiewicz | 4     | 0      | 0    | 4     |
| 2.  | Genowefa Minicka       | 3     | 2      | 1    | 6     |
| 2.  | Barbara Gaweł          | 3     | 2      | 1    | 6     |
| 4.  | Maria Kwaśniewska      | 3     | 1      | 0    | 4     |
| 5.  | Halina Konopacka       | 3     | 0      | 0    | 3     |
| 6.  | Danuta Cały            | 2     | 2      | 0    | 4     |
| 7.  | Grażyna Niestój        | 2     | 0      | 2    | 4     |
| 8.  | Bożena Kania           | 2     | 0      | 0    | 2     |
| 8.  | Elżbieta Krzesińska    | 2     | 0      | 0    | 2     |
| 8.  | Maria Kusion-Bibro     | 2     | 0      | 0    | 2     |
| 8.  | Małgorzata Majchrzak   | 2     | 0      | 0    | 2     |
| 12. | Alina Hulanicka        | 1     | 3      | 1    | 5     |
| 13. | Halina Krzyżańska      | 1     | 2      | 2    | 5     |
| 14. | Łucja Noworyta         | 1     | 1      | 1    | 3     |
| 14. | Jolanta Szuba          | 1     | 1      | 1    | 3     |
| 16. | Ryszarda Rurka         | 1     | 1      | 0    | 2     |
| 16. | Teresa Szponar         | 1     | 1      | 0    | 2     |
| 16. | Barbara Waśniewska     | 1     | 1      | 0    | 2     |
| 19. | Janina Grabicka        | 1     | 0      | 2    | 3     |
| 20. | Barbara Jaźwicka       | 1     | 0      | 1    | 2     |
| 21. | Magdalena Breguła      | 1     | 0      | 0    | 0     |
| 21. | Maria Ilwicka          | 1     | 0      | 0    | 1     |
| 21. | Jadwiga Janowska       | 1     | 0      | 0    | 1     |
| 21. | Lucyna Koczwara        | 1     | 0      | 0    | 1     |
| 21. | Zofia Leszner          | 1     | 0      | 0    | 1     |
| 21. | Mirosława Sałacińska   | 1     | 0      | 0    | 1     |
| 21. | Apolonia Winiarska     | 1     | 0      | 0    | 1     |
| 28. | Aniela Sikora          | 0     | 4      | 0    | 4     |
| 29. | Irena Filusz           | 0     | 2      | 0    | 2     |
| 29. | Mieczysława Moder      | 0     | 2      | 0    | 2     |
| 29. | Irena Szczupak         | 0     | 2      | 0    | 2     |
| 29. | Ewa Weselska           | 0     | 2      | 0    | 2     |
| 33. | Krystyna Lisiecka      | 0     | 1      | 2    | 3     |
| 34. | Maria Arndt            | 0     | 1      | 1    | 2     |
| 34. | Jadwiga Batiuk         | 0     | 1      | 1    | 2     |
| 36. | Anna Dzięciołowska     | 0     | 1      | 0    | 1     |
| 36. | Wanda Flakowicz        | 0     | 1      | 0    | 1     |
| 36. | Irena Kuźmicka         | 0     | 1      | 0    | 1     |
| 36. | Janina Kwiatkowska     | 0     | 1      | 0    | 1     |
| 36. | Dorota Lubowicka       | 0     | 1      | 0    | 1     |
| 36. | Barbara Owczarek-Sowa  | 0     | 1      | 0    | 1     |
| 36. | Barbara Potalej        | 0     | 1      | 0    | 1     |
| 36. | Grażyna Rabsztyn       | 0     | 1      | 0    | 1     |
| 36. | Rolka Raff             | 0     | 1      | 0    | 1     |
| 36. | Dorota Ronczewska      | 0     | 1      | 0    | 1     |
| 36. | Anna Włodarczyk        | 0     | 1      | 0    | 1     |
| 36. | Helena Woynarowska     | 0     | 1      | 0    | 1     |
| 48. | Krystyna Aleksanderek  | 0     | 0      | 2    | 2     |
| 48. | Otylia Kałuża          | 0     | 0      | 2    | 2     |
| 48. | Marta Lubecka          | 0     | 0      | 2    | 2     |
| 48. | Janina Peska           | 0     | 0      | 2    | 2     |
| 48. | Maria Sawicka          | 0     | 0      | 2    | 2     |
| 53. | Grażyna Abramowicz     | 0     | 0      | 1    | 1     |
| 53. | Helena Boćkowska       | 0     | 0      | 1    | 1     |
| 53. | Jadwiga Brześniowska   | 0     | 0      | 1    | 1     |
| 53. | Anna Bubała            | 0     | 0      | 1    | 1     |
| 53. | Aldona Czarnecka       | 00    | 0      | 1    | 1     |
| 53. | Hildegarda Kamieniecka | 0     | 0      | 1    | 1     |
| 53. | Danuta Marszałowicz    | 0     | 0      | 1    | 1     |
| 53. | Alicja Miguła          | 0     | 0      | 1    | 1     |
| 53. | Halina Pacholczak      | 0     | 0      | 1    | 1     |
| 53. | Michalina Piwowar      | 0     | 0      | 1    | 1     |
| 53. | Małgorzata Sochacka    | 0     | 0      | 1    | 1     |
| 53. | Henryka Słomczewska    | 0     | 0      | 1    | 1     |
| 53. | Małgorzata Stepczyńska | 0     | 0      | 1    | 1     |
| 53. | Stanisława Stępniewska | 0     | 0      | 1    | 1     |
| 53. | Jolanta Szadkowska     | 0     | 0      | 1    | 1     |
| 53. | Irena Szymczak         | 0     | 0      | 1    | 1     |
| 53. | Miria Turek            | 0     | 0      | 1    | 1     |
| 53. | Janina Wencel          | 0     | 0      | 1    | 1     |

## Zmiany nazwisk
Niektóre zawodniczki w trakcie kariery lekkoatletycznej zmieniały nazwiska. Poniżej podane są najpierw nazwiska panieńskie, a następnie po mężu:
Krystyna Bindek → Krystyna Lisiecka
Danuta Błaszczyk → Danuta Cały
Genowefa Cieślik → Genowefa Minicka
Elżbieta Duńska → Elżbieta Krzesińska
Halina Elertowicz → Halina Krzyżańska
Barbara Gaweł →  Barbara Sosgórnik
Irena Hejducka → Irena Kuźmicka
Maria Ilwicka → Maria Piątkowska
Apolonia Krzemińska → Apolonia Winiarska
Maria Kusion → Maria Bibro
Michalina Piwowar → Michalina Wawrzynek
Mirosława Sałacińska → Mirosława Sarna
Małgorzata Sochacka → Małgorzata Sadalska
Bożena Woźniak → Bożena Kania